# Cascavel (ort i Brasilien, Ceará, Cascavel, lat -4,13, long -38,24)
Cascavel är en ort i Brasilien.   Den ligger i kommunen Cascavel och delstaten Ceará, i den östra delen av landet, 1 700 km nordost om huvudstaden Brasília. Cascavel ligger 31 meter över havet och antalet invånare är 52 357.
Terrängen runt Cascavel är platt.Cascavel är det största samhället i trakten.
Omgivningarna runt Cascavel är en mosaik av jordbruksmark och naturlig växtlighet. Runt Cascavel är det ganska tätbefolkat, med 56 invånare per kvadratkilometer.